# Simon Turner (album)
Simon Turner è l'album di debutto del cantante e compositore Simon Fisher Turner.

## Tracce
Lato 1
1. Wild Thing
2. 17
3. She's a Lady
4. Look At Me Girl
5. Since I Don't Have You
6. Love Around

Lato 2
1. The Prettiest Star
2. Do You Know What I Mean?
3. Sign on the Dotted Line
4. Sit Down, I Think I Love You
5. Shoeshine Boy
6. A Long Time Ago